# Награда „Теодор Павловић”
Награда „Теодор Павловић” додељује се за најбољу књигу објављену на српском језику и за животно дело.

## О Награди
Награду су установили и додељивали Црквена општина Драгутиново из Новог Милошева и Матица српска у оквиру манифестације Дани Теодора Павловића 2000. године, а од 2012. Награду додељују Банатски културни центар и Црквена општина Драгутиново из Новог Милошева у сарадњи са Матицом српском.
Од 2000, кад је покренута манифестација Дани Теодора Павловића, до 2010. Награда се додељивала за књижевни и културни рад. Од 2012. Награда се додељује у две категорије: 1) за најбољу књигу из области књижевног, публицистичког, културно-историјског, научног и преводилачког рада, објављену на српском језику и 2) за животно дело истакнутом појединцу за врхунске резултате у одређеној области: науци, уметности, спорту, привреди, пољопривреди, јавном политичком животу.
Жири је од 2012. до 2020. радио у саставу: др Мирјана Брковић, др Срђан Шљукић и Радован Влаховић. Од 2020. ради у саставу: Сава Дамјанов (председник), др Срђан Шљукић и Радован Влаховић. 
Награде се додељују у оквиру манифестације Дани Теодора Павловића коју организује Банатски културни центар из Новог Милошева у сарадњи са Матицом српском из Новог Сада, под покровитељством Општине Нови Бечеј и Месне заједнице Ново Милошево. Уручење награда приређује се у Свечаној сали Матице српске или у Банатском културном центру.

## Добитници
- 2000 — Летопис Матице српске.[2]
- 2001 — Радомир Поповић.[2]
- 2002 — Чедомир Попов.[2]
- 2003 — Књижевне новине.[2]
- 2004 — Српски културни центар „Свети Сава”, Суботица.[2]
- 2005 — Мокрин.[2]
- 2006 — Издавачка кућа „Orpheus”.[2]
- 2007 — Петар В. Крестић.[2]
- 2008 — Лазар Мечкић.[2]
- 2009 — Драган Раушки.[2]
- 2010 — Радован Влаховић, за књижевни рад и прегалаштво.[1]
- 2011 — није расписан конкурс[1]

### Награда за најбољу књигу
- 2012 — Селимир Радуловић, за књигу Под кишом суза с Патмоса.[1]
- 2013 — Радивој Шајтинац, за књигу Дилинкуца: Фришке банатске бајке.[1][3]
- 2014 — Василије Крестић, за књигу Срби у Угарској 1790–1918.[1]
- 2015 — Владета Јеротић, за књигу Са Богом, мимо Бога, око Бога.[4]
- 2016 — Јован Зивлак, за књигу Сабласти поезије.[5]
- 2017 — Јохан Лавунди, за двојезичну српско-немачку антологију осам векова српске поезије Од А до Ш/Von A bis Z.[6]
- 2018 — Милан Мицић, за књигу Аб ово.[7]
- 2019 — Сава Дамјанов, за књигу Also sprach Damjanov.[8]
- 2020 — Зоран Ђерић, за књигу Целулоидна књижевност: књижевност и филм.[9]
- 2021 — Фрања Петриновић, за књигу Коначни извештаји о равнотежи.[10]
- 2022 — Симон Грабовац, за књигу Дубока тишина.[11]
- 2023 — Ненад Шапоња, за књигу Психологија гравитације.[12]

### Награда за животно дело
- 2012 — Ранко Жеравица.[13]
- 2013 — Љубомир Којић.[3]
- 2014 — Василије Крестић.
- 2015 — Владета Јеротић.[4]
- 2016 — Јован Зивлак.[5]
- 2017 — Слободан Којић.[14]
- 2018 — Милорад Грујић.[7]
- 2019 — Сава Степанов.[8]
- 2020 — Ђорђе Кадијевић.[9]
- 2021 — Селимир Радуловић.[10]
- 2022 — Владимир Пиштало.[11]
- 2023 — Бојан Јовановић.[15]

| „                                                                   | Награда ми значи зато што су ми је дали Банаћани, а мој отац је рођен овде. Ја сам рођен у Зрењанину и сви његови унатраг су одавде. Ту сам долазио као дете и то је прва награда коју добијам уз Баната. Све остале награде су из других неких места. Награда за животно дело је као пензионерска награда, дакле, нека уморивљеничка. За животно дело то као да је нешто завршено, међутим, није тако. Писац пише докле год то физички може, па тако и ја, још нешто пишем. | ” |
| — Милорад Грујић, Доделом награда почели 19. Дани Теодора Павловића | |   |

## Остало
Од 2016. постоји истоимена награда коју додељују Српске недељне новине у Будимпешти за „допринос унапређењу информисања у Србији и расејању”.